# Bembo
Bembo é uma fonte serifada de velho estilo baseada em um tipo de letra de Francesco Griffo impressa pela primeira vez em fevereiro de 1496. Griffo trabalhou em uma imprensa veneziana do tipógrafo Aldus Manutius. A fonte foi usada pela primeira vez na montagem de um livro intitulado De Aetna, um texto curto sobre uma viagem para o Monte Aetna escrita pelo cardeal italiano Pietro Bembo. O tipo de letra serviria como uma fonte de inspiração para tipografias do editor parisiense Claude Garamond, que são coletivamente chamadas de Garamond. A fonte Bembo que nós vemos hoje é uma renovação projetada por Stanley Morison para a Monotype Corporation em 1929.

## Exemplo de Bembo
O parágrafo seguinte está escrito em Bembo, caso esteja instalada no seu computador, senão é utilizada o tipo de letra monospace.

Design é um termo da língua inglesa que se refere a um determinado esforço criativo, seja bidimensional ou tridimensional, segundo o qual se projetam objetos ou meios de comunicação diversos para o uso humano. A tradução em português é portanto "projeto" e não "desenho", da qual é um falso cognato. Por este fato, ela é às vezes erroneamente traduzida como "desenho", mas não se refere diretamente ao ato de desenhar. Devido à influência da literatura inglesa e à baixa qualidade de algumas traduções, é comum encontrar nos países de língua portuguesa a palavra original, de forma que o profissional que trabalha na área de design (i.e. o projetista) é comumente chamado de designer.

ABCDEFGHIJKLMNOPQRSTUVWXYZ

abcdefghijklmnopqrstuvwxyz

1234567890

Exemplos de caracteres

IPA: /ɪgˈzɑːmpəl əv aɪpiːˈeɪ tɹɑːnˈskɹɪpʃən/.

Caracteres árabes: العربية.

Caracteres hebraicos: עברית.

Caracteres cirílicos: Кирилица.

Caracteres gregos: Ελληνικά.